# The Miami News
The Miami News war die führende Abendzeitung in Miami. Gegründet am 15. Mai 1896 als The Miami Metropolis, wurde die Herausgabe am 31. Dezember 1988 eingestellt.

## Pulitzer-Preise
- 1939 – Pulitzer-Preis für Dienst an der Öffentlichkeit, für die Kampagne zur Wiederwahl der Miami City Commission[1]
- 1959 – Pulitzer-Preis für Berichterstattung im Inland, Howard Van Smith, für eine Reihe von Artikeln, deren Schwerpunkt auf der öffentlichen Aufmerksamkeit an den beklagenswerten Bedingungen in einem Lager für Wanderarbeiter in Floria hatte, woraus sich ergab, dass den 4.000 im Lager gestrandeten Arbeitern großzügige Unterstützung gewährt wurde, und dadurch wurde die Aufmerksamkeit auf das landesweite Problem gerichtet, das die 1,5 Mio. Wanderarbeiter darstellten.[2]
- 1963 – Pulitzer-Preis für Auslandsberichterstattung an Hal Hendrix, für seine anhaltende Berichterstattung, die zu einem frühen Zeitpunkt enthüllte, dass die Sowjetunion Raketenabschussrampen auf Kuba installierte und eine große Anzahl von MiG-21 dort stationierte.[3]
- 1966 – Pulitzer-Preis für redaktionelle Karikaturen an den Karikaturisten Don Wright  für "You Mean You Were Bluffing?"[4]
- 1980 – Pulitzer-Preis für Karikatur an Don Wright[4]